# Inezia tenuirostris
Az Inezia tenuirostris a madarak (Aves) osztályának verébalakúak (Passeriformes) rendjébe és a királygébicsfélék (Tyrannidae) családjába tartozó faj.

## Rendszerezése
A fajt Charles B. Cory amerikai ornitológus írta le 1913-ban, Camptostoma pusillum tenuirostris néven.

## Előfordulása
Dél-Amerika északi részén, Kolumbia és Venezuela területén honos. Természetes élőhelyei a szubtrópusi és trópusi lombhullató erdők, mangroveerdők, száraz cserjések és szavannák, valamint vidéki kertek és ültetvények. Állandó, nem vonuló faj.

## Megjelenése
Testhossza 9 centiméter, testtömege 5-6 gramm.

## Életmódja
Rovarokkal táplálkozik.

## Természetvédelmi helyzete
Az elterjedési területe nagyon nagy, egyedszáma ugyan csökken, de még nem éri el a kritikus szintet. A Természetvédelmi Világszövetség Vörös listáján nem fenyegetett fajként szerepel.